# 日星鑄字行
25°3′7.56″N 121°30′59.31″E / 25.0521000°N 121.5164750°E

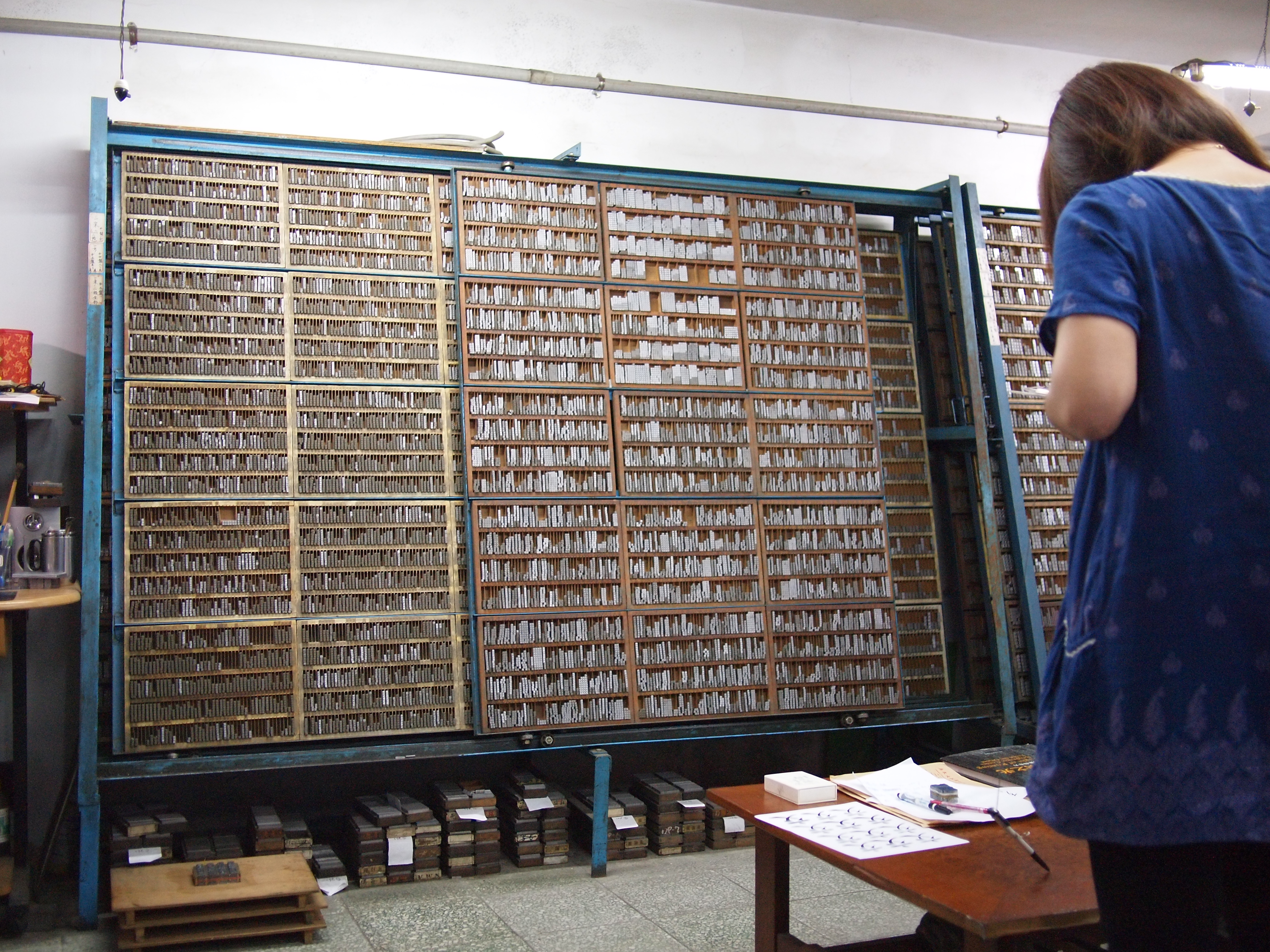
在架上陳列了日星鑄字行的數千個中文鉛體字模。

日星鑄字行，臺灣一家活版鑄字廠，位於臺北市大同區太原路，創辦於1969年，專門生產鉛體文字，以提供給印刷業。中南鑄字廠（中南行）於2000年關閉後，日星鑄字行成為臺灣唯一僅存的鑄字行。

## 歷史
負責人張介冠的父親原本準備開設印刷廠，因為製造印刷機的業者無法及時交貨，但為了一家生計，於是在1969年創立「日星鑄字行」，取名「日星」意為「日日生」，以日日生產為盼，在鑄字機裡以攝氏四百度高溫熔成鉛液來進行鑄字。據張介冠在《民視異言堂》受訪表示，日星鑄字行全盛期是於1976年，當時父子倆日夜輪流鑄字，每日得鑄十萬字，然而現在得看印刷業者的需要才會鑄字，一個月工作日在鑄字上還不到八小時。2012年11月17日，臺北市議員簡余晏與立法委員姚文智一同在日星鑄字行舉辦記者會，呼籲中華民國政府要重視傳統產業，並要求以博物館方式保存鑄字文化。2012年12月10日，臺北市政府從遴選委員會的遴選名單中挑選出十一位臺北市傑出市民，其中以張介冠保存鑄字技術及推廣鑄字工藝而獲頒《臺北市傑出市民獎》。2018年與臺北市其他老舖：曾三益刀剪、同豐疊蓆壁紙行、三秀打鐵店、上海華美漢唐旗袍、王永昌鐘錶、瑞成百年棉被、林三益筆墨專家、富山蒸籠、台北紅玫瑰理髮廳、老綿成燈籠、紳裝西服、老明玉香舖、有記名茶、十字軒糕餅舖等十五所店家名列「尋常·臺北」職人之列。

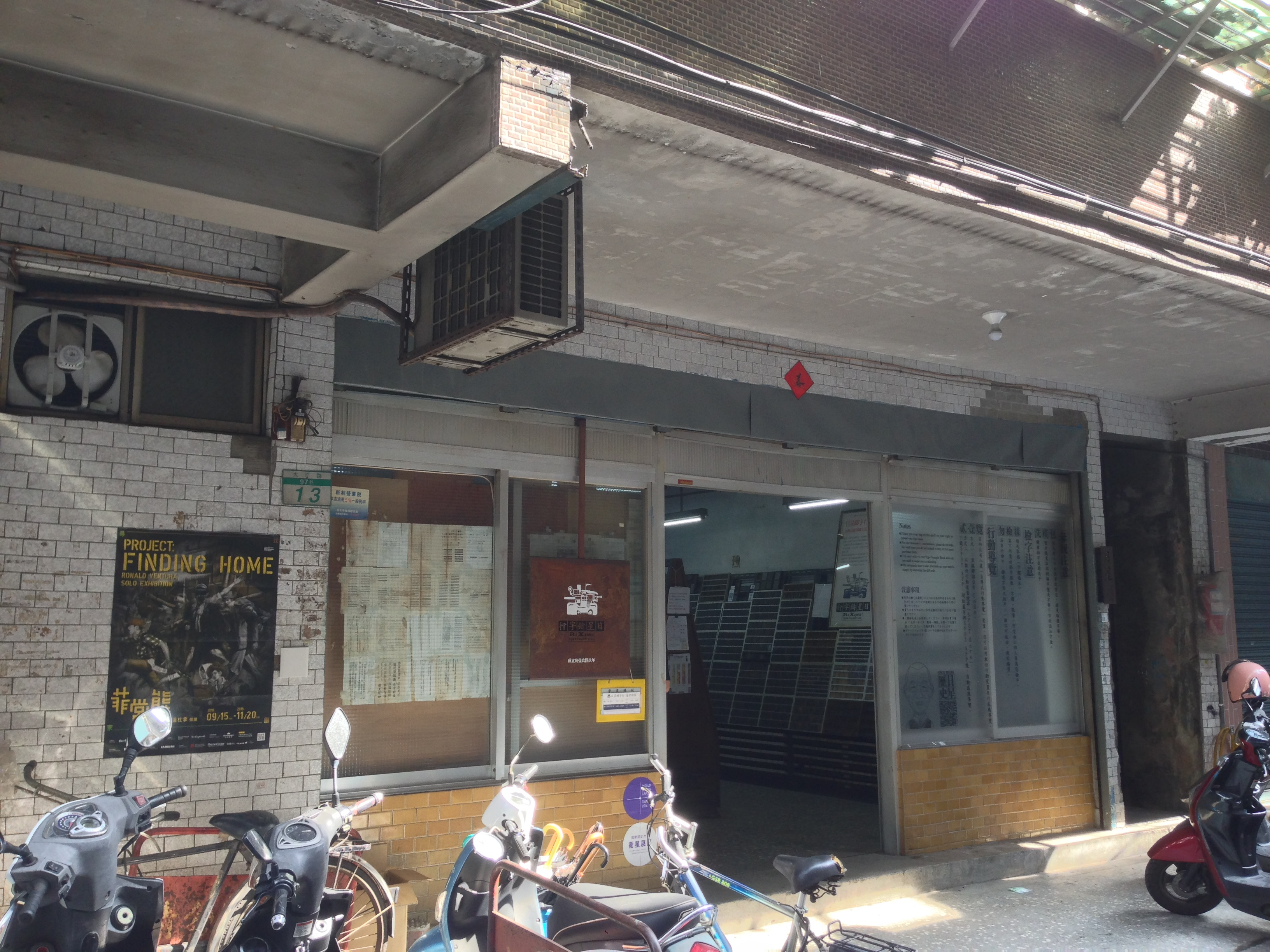
日星鑄字行店面

## 庫藏字模
日星鑄字行的廠內庫藏三十餘萬字的中文鉛體字模，其中以「丁」字至「龜」字所順序排列之中文常用字，這些就估計有二千字至三千字。還有，張介冠從聯合報收購的一套完整中文正體銅鑄字模，是因為電腦的普及之下，聯合報社才將這些字模出售。由於鑄字產業的沒落，張介冠有意將日星鑄字行改成工藝館，以求保存這項鑄字產業與活版印刷的種種文化。

## 數位化字體
日星鑄字行與中央研究院數位文化中心合作，耗時兩年多成功把堪稱華人世界最後一套的「正體中文鉛字字體」數位化，成立專屬網站、做成字型檔提供給民眾下載，命名為「日星初號楷體」。

## 外部連結
- 日星鉛華：臺灣活版印刷工藝
- 日星鑄字行暨臺灣活版印刷保存協會 （页面存档备份，存于）